# Jeremía Recoba
Jeremía Recoba Perrone (ur. 8 października 2003 w Como) – urugwajski piłkarz z obywatelstwem włoskim występujący na pozycji ofensywnego pomocnika lub skrzydłowego, od 2024 roku zawodnik Nacionalu.
Jego ojciec Álvaro Recoba, wuj Diego Perrone oraz dziadek Rafael Perrone również byli piłkarzami. Urodził się we Włoszech, gdy jego ojciec występował w Interze Mediolan.